# Se me olvidó otra vez
«Se me olvidó otra vez» es una canción y un sencillo del cantautor mexicano Juan Gabriel, de su cuarto álbum de estudio Juan Gabriel con el Mariachi Vargas de Tecalitlán (1974). La canción es un tema ranchero que habla de un reencuentro imposible cuando el cantante olvida que la mujer que ama nunca le correspondió. Fue lanzado como sencillo principal del álbum en 1975. La canción ha sido catalogada como una de las mejores canciones de Juan Gabriel según los críticos musicales y fue uno de los sencillos con mejor desempeño de 1975 en México. 
Juan Gabriel ha regrabado la canción dos veces, la primera para su álbum recopilatorio, Por Los Siglos (2001), y a dúo con el también cantautor mexicano Marco Antonio Solís en su álbum de estudio número 28, Los Dúo (2015).
En 1999, Maná realizó un cover de la canción para su MTV Unplugged. La interpretación de Maná se interpreta como una canción de cumbia con tintes de reggae. Su versión también recibió reacciones positivas de los críticos musicales y del público ganando un Grammy Latino. El 19 de junio de 1999, la canción debutó en el número 18 de los U.S. Billboard Hot Latin Tracks y después de 4 semanas el 17 de julio de 1999 alcanzó el número 5. Se mantuvo un total de 19 semanas.

## Composición
Desde su álbum debut El Alma Joven (1971), Juan Gabriel inmediatamente se consolidó como un popular cantante mexicano. Juan Gabriel siguió con dos álbumes, El Alma Joven II (1972) y El Alma Joven III (1973).  En 1974, el artista lanzó su álbum de canciones de mariachi Juan Gabriel con el Mariachi Vargas de Tecalitlán, en colaboración con el Mariachi Vargas de Tecalitlán. Al igual que en los álbumes anteriores, Juan Gabriel compuso todos los temas del disco incluido "Se Me Olvidó Otra Vez". La canción, de estilo ranchera, habla de un "amante abandonado que espera en triste inutilidad 'en el mismo pueblo y con la misma gente, para que cuando regreses no encuentres nada fuera de lugar'. Pero el reencuentro es imposible: 'Había olvidado una vez más que era sólo yo quien te amaba'".

## Recepción
"Se Me Olvidó Otra Vez" fue lanzado como sencillo principal del álbum en 1975 por RCA Records. Juan Gabriel interpretó la canción en vivo en el Palacio de Bellas Artes en 1990 y la interpretación fue incluida en su primer álbum en vivo Juan Gabriel en el Palacio de Bellas Artes (1990). Volvió a grabar la canción en su álbum recopilatorio de 2001 Por Los Siglos y nuevamente en 2015 con el también cantautor mexicano Marco Antonio Solís en el álbum de dueto vocal de Juan Gabriel Los Dúo.  Según el libro Grandes Intérpretes del Bolero (2019) de Eladio Rodulfo González, se ha convertido en una de las canciones rancheras más conocidas del mundo. Univision incluyó la canción como "una de las 13 canciones que estás obligado a escuchar". La colaboradora de ¡MI! Vanessa Odreman clasificó "Se Me Olvidó Otra Vez" como la décima mejor canción de Juan Gabriel. Antonieta Ramos de Heraldo USA citó la pista como una de las 10 canciones "para un desamor". La versión a dúo fue elogiada por Thom Jurek de AllMusic como una "balada encantadora". Comercialmente, el tema se convirtió en una de las canciones con mejor desempeño de 1975 en México.

## Versión de Maná
En 1999, la banda mexicana Maná realizó una interpretación de "Se Me Olvidó Otra Vez" en su segundo álbum en vivo MTV Unplugged. "Se Me Olvidó Otra Vez" es uno de los tres covers del disco junto con "Te Solte La Rienda" de José Alfredo Jiménez y "Desapariciones" de Rubén Blades. La sesión fue grabada en el Miami Broadcast Center en Florida el 24 de marzo de 1999. El disco fue producido por los miembros de la banda Fher Olvera y Alex González. La versión de Mana de la canción se interpreta como una pista de cumbia "con tintes de reggae".  "Se Me Olvidó Otra Vez" fue lanzado como sencillo principal del álbum por WEA Latina el 17 de mayo de 1999. 
Ricardo Camarena de La Opinión calificó la interpretación del tema de "estupenda y rítmica".  El crítico del Houston Chronicle, Ramiro Burr, comentó que la banda hace "tomas estridentes" tanto de "Se Me Olvidó Otra Vez" como de "Te Solté la Rienda". Un escritor de Radio Programas del Perú enumeró la interpretación de Maná como una de las "10 canciones de Juan Gabriel que son éxitos de otros artistas". En la inauguración de los Premios Grammy Latinos en el 2000, "Se Me Olvidó Otra Vez" ganó la Mejor Interpretación Pop de un Dúo o Grupo con Voz. Fue reconocida como una de las canciones con mejor interpretación del año en los Premios Latinos ASCAP en la categoría pop/balada en el 2000. Comercialmente, la interpretación de Mana alcanzó su punto máximo en los números cinco y cuatro en Billboard Hot Latin Songs. y listas de Latin Pop Airplay en los Estados Unidos, respectivamente.

### Posiciones en la lista

#### Lista semanal
| Listas (1999)                               | Posición |
| ------------------------------------------- | -------- |
| US Billboard Hot Latin Tracks               | 5        |
| US Billboard Latin Pop Airplay              | 4        |
| US Billboard Latin Tropical/Salsa Airplay   | 4        |
| US Billboard Latin Regional Mexican Airplay | 39       |

#### Lista de fin de año
| Lista (1999)                  | Posición |
| ----------------------------- | -------- |
| Hot Latin Songs (Billboard)   | 25       |
| Latin Pop Airplay (Billboard) | 13       |